# 西ガーツ山脈
西ガーツ山脈（にしガーツさんみゃく、ヒンディー語:पश्चिमी घाट、グジャラート語:પશ્ચિમ ઘાટ、マラーティー語:सह्याद्री、カンナダ語:ಪಶ್ಚಿಮ ಘಟ್ಟಗಳು、マラヤーラム語:സഹ്യാദ്രി 、タミル語:மேற்குத் தொடர்ச்சி மலை）は、インド亜大陸の西海岸沿いにあり、標高1,000〜2,690mの山々が全長1,600kmにも渡って連なる山脈である。ヒマラヤ山脈よりも古く、インド全域の気候に大きな影響を与えており、多くの川の水源となっている。数々の国立公園、自然保護区域などがあり、世界で最も多様な生物が見られる8つの「ホットスポット」の一つである。2012年、UNESCOの世界遺産に登録された。

## 概要

### 地理

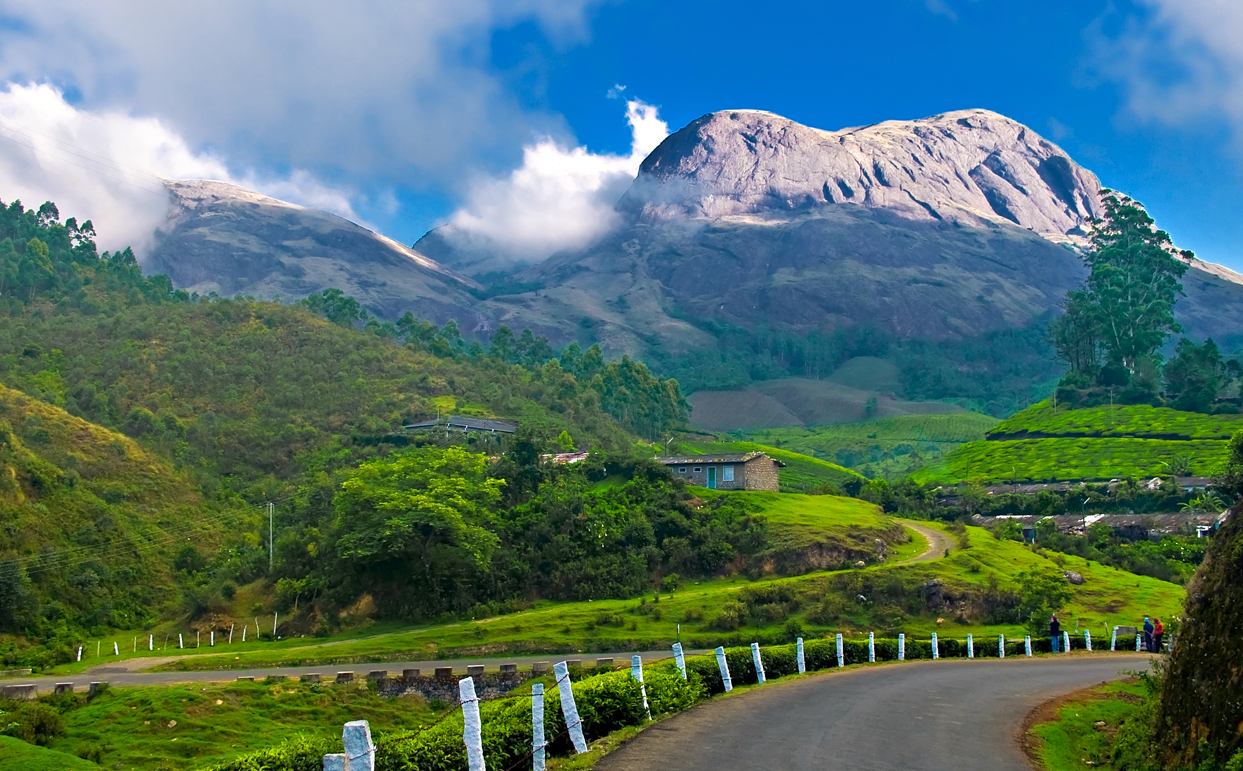
西ガーツ山脈の最高峰アナムディ山

デカン高原の西縁に沿い、海岸線をわずかに残して高原地帯とアラビア海の境界をなす。グジャラート州とマハラシュトラ州の州境に近いタプティ川の左岸（南側）がこの山脈の北端であり、マハラシュトラ州、ゴア州、カルナータカ州、ケーララ州、タミル・ナードゥ州を南下してインド半島の最南端に達する。その広さは120,000km2に及び、総延長は約1,600kmである。ただし、北緯11度線付近には幅30kmの深い峡谷・パラッカド峡谷により分断される部分がある。平均標高は約1,000mで、ケーララ州のカルダモン丘陵にあるアナムディ山が最高峰（標高2,695m）である。この山脈はアラビア海とベンガル湾へ流入する河川を分ける分水界である。

### 生物多様性
西ガーツ山脈は熱帯にありながら、モンスーンの影響でお花畑、高山森林（ショーラ林）と熱帯常緑樹林（ニクズク属の生える沼地）の生態系を有しており、地球上における代表的なモンスーン気候帯の特徴を有している。特に夏の終わりに南西側から吹いてくる湿気を含んだモンスーンを遮断するため、デカン高原の気候にも大きな影響を与える。インド半島は約1億8000万年前にはゴンドワナ大陸の一部としてアフリカと地続きであったが、約1億3000万年前から約5000万年前までは孤立した島となり、その後、ユーラシア大陸に衝突して現在の形となった。このような地史を反映して、アフリカ由来とアジア由来の生物が混在し、さらに独特の進化が見られるような進化の移行帯となっている。西ガーツ山脈一帯は種の多様性に富むとともに、大陸にもかかわらず固有種が多い。特に山脈に生息しているハンミョウ科の甲虫類のうち、80%が固有種である。セイロン島を含む一帯の顕著な生物多様性と固有種の多さにより、西ガーツ山脈は地球上で8つの「最もホットな生物多様性ホットスポット」の1つとして知られており、世界的に絶滅が危惧されている植物相、動物相、鳥類、両生類、爬虫類、魚類が少なくとも325種生息している。固有種または保護対象種として、Rhododendron arboreum、Actinodaphne malabarica、インドガンボジ、Phyllanthus neilgherrensis、ゴラカ、Litsea bourdillonii、Magnolia nilagirica、Mahonia leschenaultii、Cinnamomum sulphuratumなどの植物およびトラ、アジアゾウ、ガウル、シシオザル、アクシスジカ、サンバー、イノシシ、ホエジカ、ニルギリタール、ニルギリラングールなどの動物が挙げられる。

### 生物圏保護区
ニルギリ丘陵にはインド全国に9カ所ある生物圏保護区の一つであるニルギリ生物圏保護区は、ナガルホーレ国立公園、バンディプール国立公園、ムドゥマライ国立公園、ムクルティ国立公園、サイレント渓谷国立公園の5カ所の国立公園と、ワヤナード野生動物保護区、アララム野生動物保護区、カリンプジャ野生動物保護区とサトヤマンガラム・トラ保護区の4カ所の自然保護区を含むインド最大の生物圏保護区であり、生態系の保全が進められてる。また、南端部のシェンドゥルニー野生動物保護区、ペッパラ野生動物保護区、ネイヤル野生動物保護区とカラッカド・ムンダントゥライ・トラ保護区の4カ所の自然保護区を含むアガストヤマラ生物圏保護区もユネスコの生物圏保護区である。

### 名称
ガーツとはヒンディー語で階段を意味する言葉でデカン高原の東西両縁の山地が、海岸平野から階段状にせり上がるところから、東ガーツおよび西ガーツと呼ばれる。

### 農園
インドでは紅茶の栽培より、コーヒーのほうが歴史は古く、インドで初めてコーヒーが栽培されたのは、17世紀頃のカルナータカ州にある西ガーツ山脈にあるチクマガルールの山地である。この西ガーツ山脈周辺は、標高が1000m以上あることや、モンスーンの影響で雨季乾季がハッキリ分かれていることもあり、今でもコーヒー栽培がとても盛んで約70か国に輸出されている。西ガーツ山脈南部のニルギリ山地は、その名から紅茶のブルーマウンテンと呼ばれる良質のニルギリ紅茶の産地である。また、カルダモン、ムラサキフトモモ、ナツメグ、コショウ、プランテンなどの香辛料と商品作物の栽培も盛んである。

### 牛頭山
マラヤ山（カルダモン丘陵、摩羅耶山、秣刺耶山）は、牛頭栴檀（ゴーシールシャ・チャンダナ　gośīrşa-candana）というビャクダンが生える牛頭山として仏典『観仏三昧海経』などに記載されている。

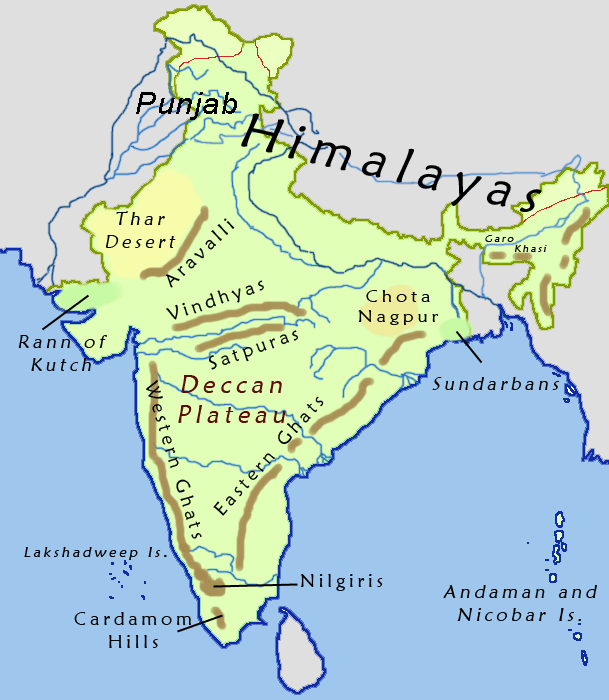
インド地形図
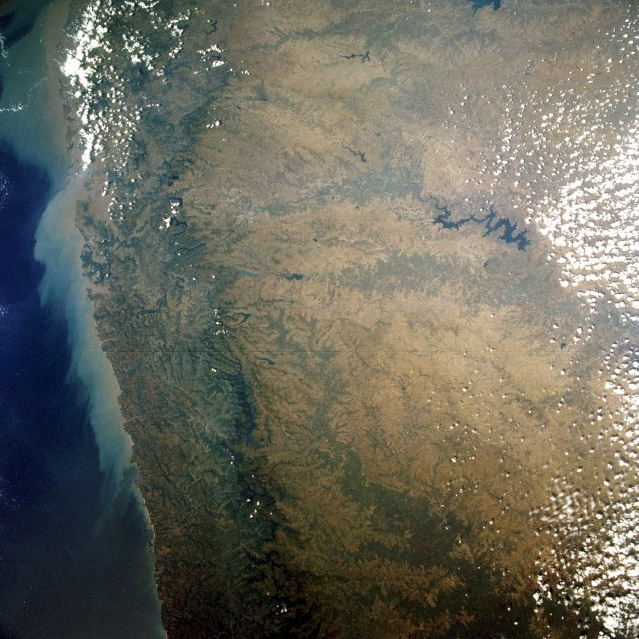
西ガーツ山脈の衛星写真
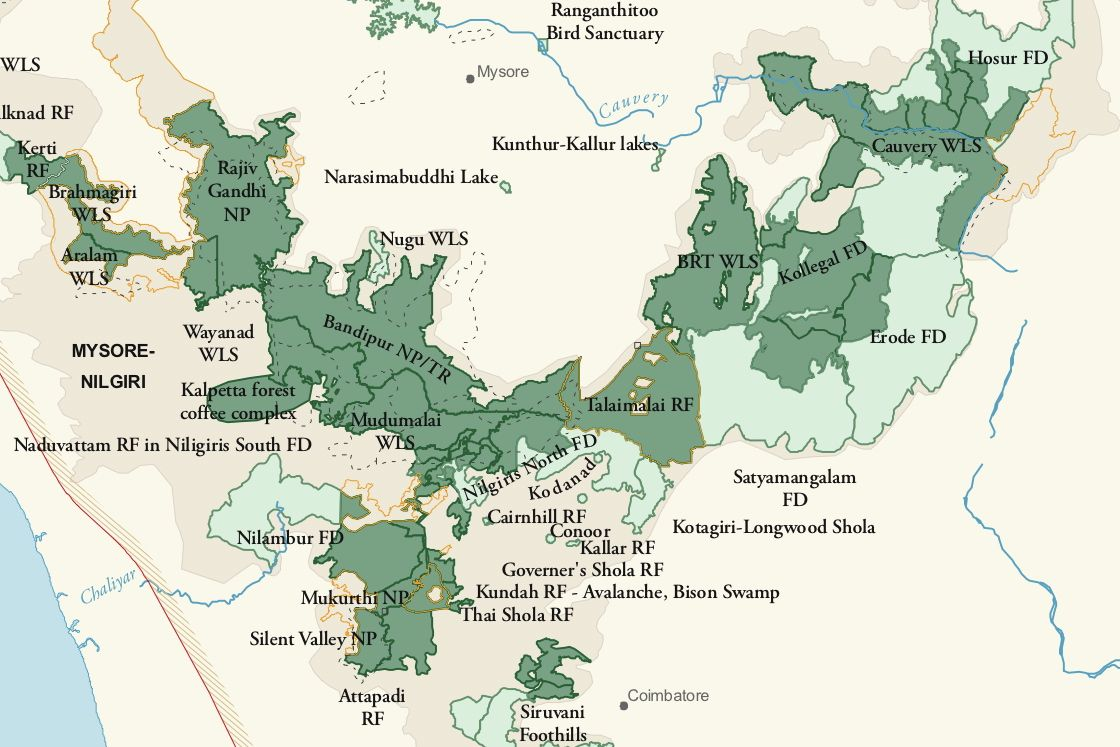
ニルギリ生物圏保護区（英語版）の地図
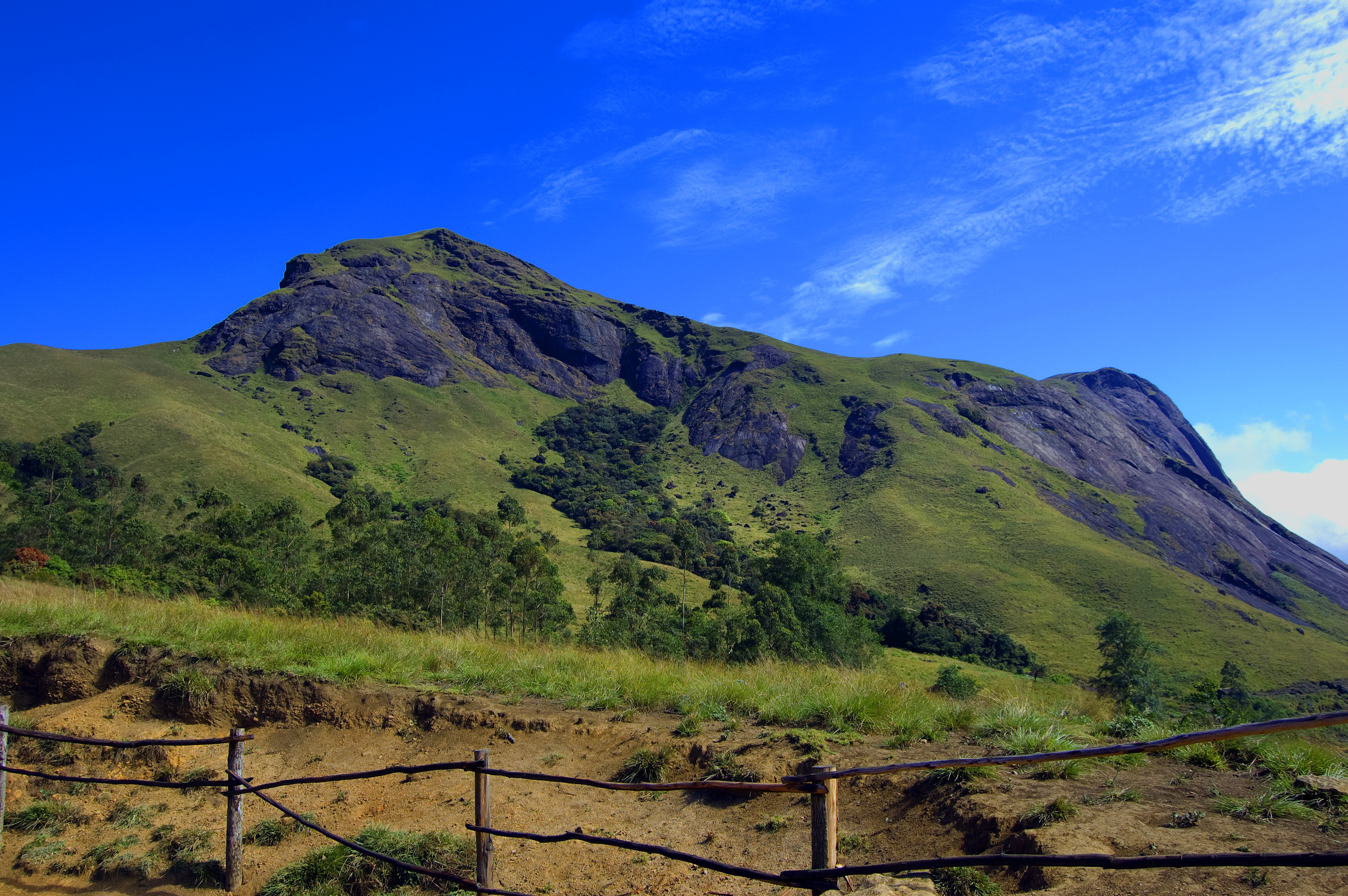
アナムディ山（英語版）
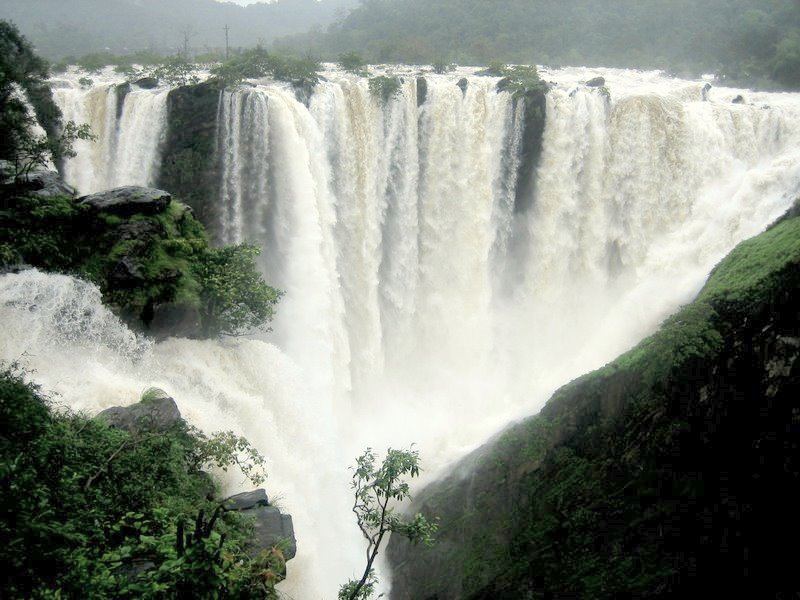
ジョグ滝（英語版）
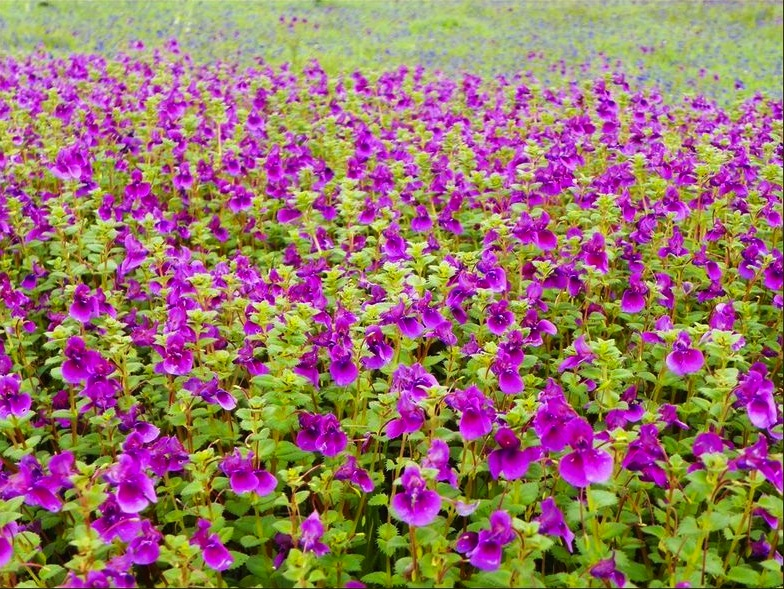
カアス高原（英語版）
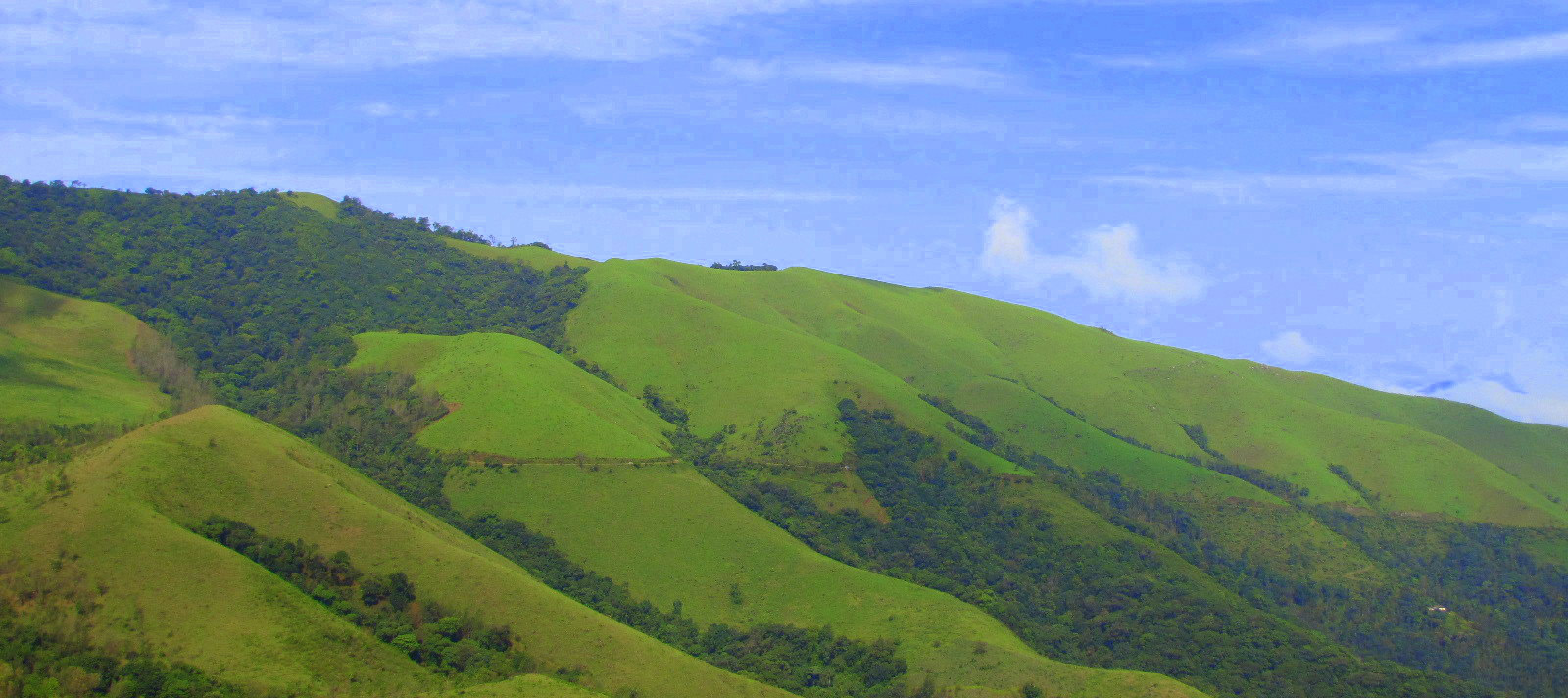
チクマガルール（英語版）の山
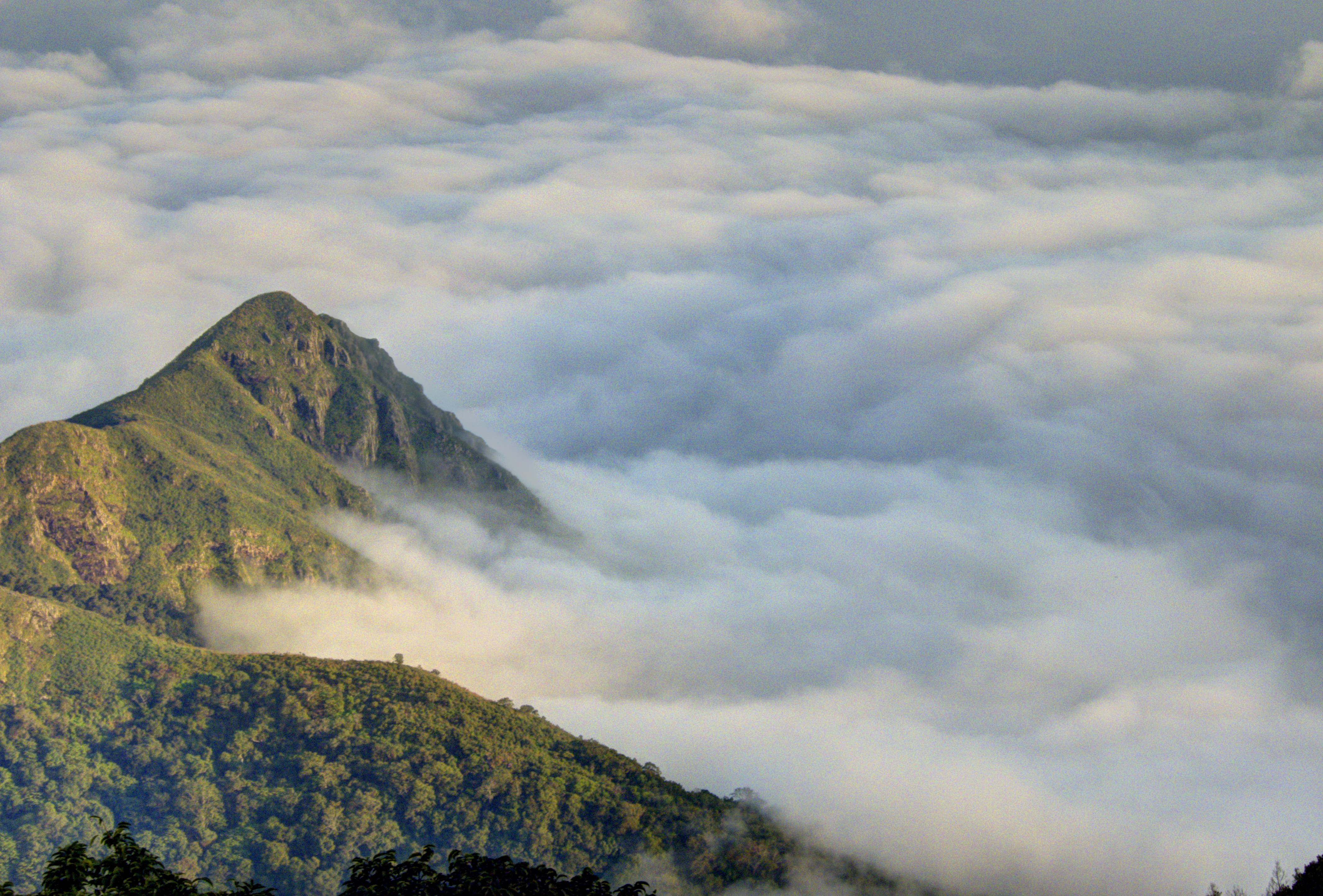
ニルギリ山地
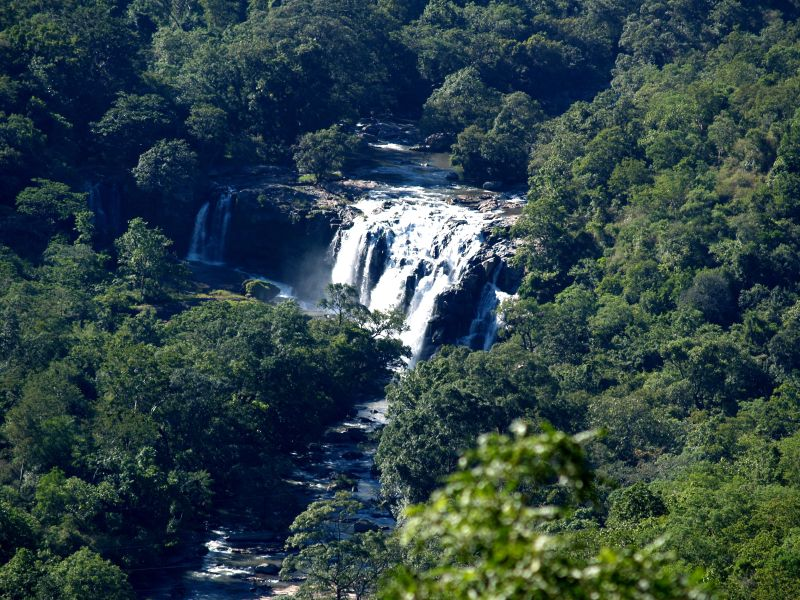
トーヴァナム滝（マラヤーラム語版）
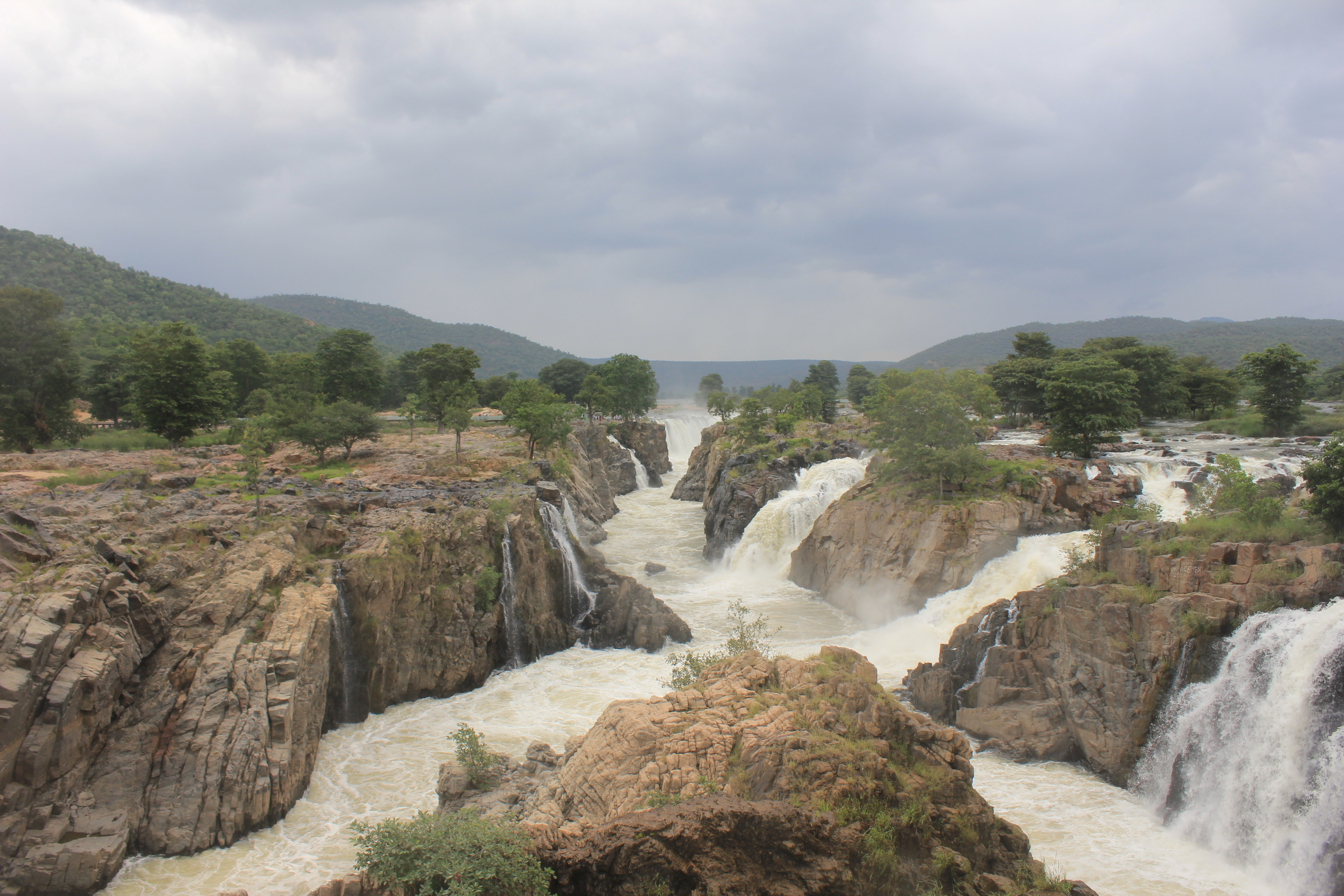
ホゲナッカル滝（英語版）
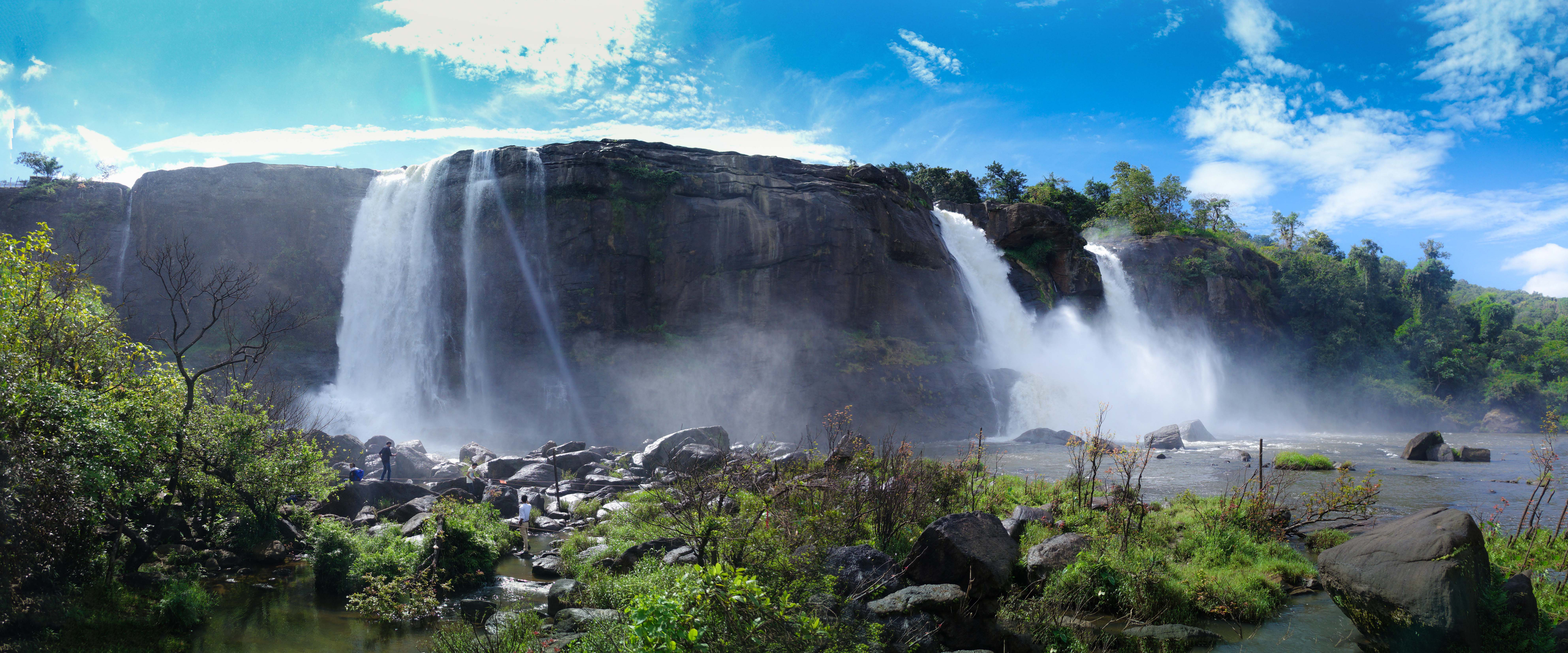
アティラッピリー滝（英語版）
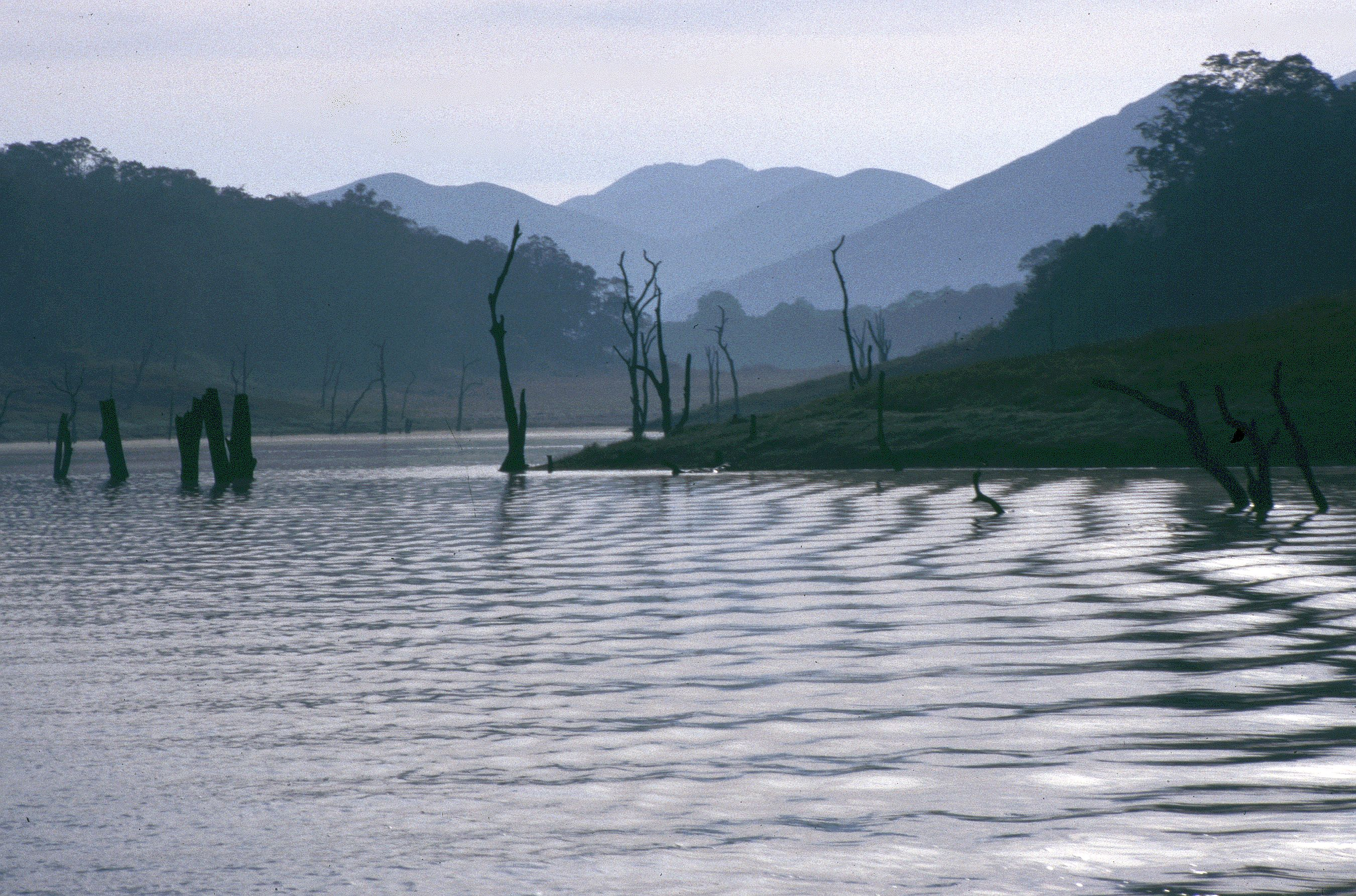
カルダモン丘陵（英語版）

## 世界遺産
2012年、ロシアのサンクトペテルブルクで開催されていた世界遺産委員会にて、インド共和国の推薦を受けてUNESCOの世界遺産に登録。インドの世界遺産としては29番目の世界遺産（自然遺産では6番目)である。固有種や絶滅危惧種が生息する自然保護区が断続的に続いており、トラ保護区や国立公園を含む39箇所が登録された。

### 登録基準

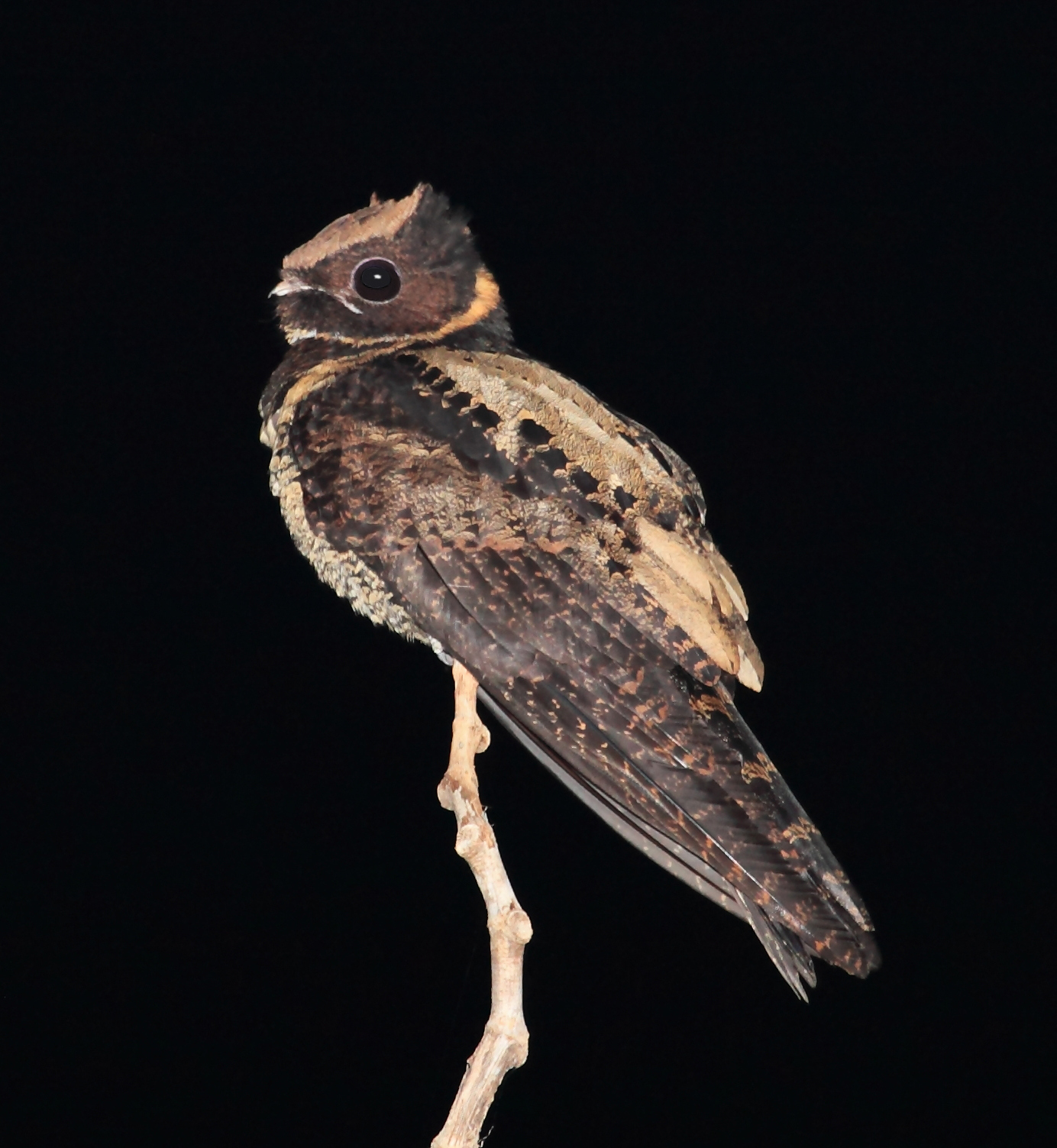
オオミミヨタカ
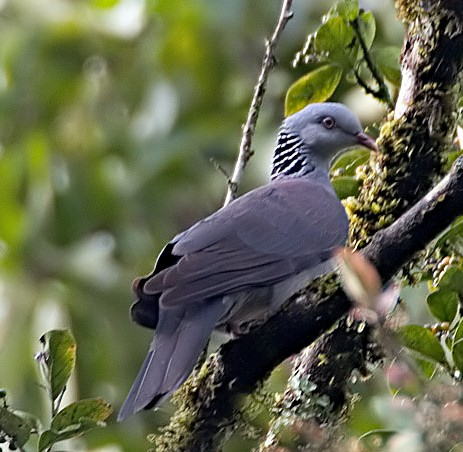
カノコモリバト
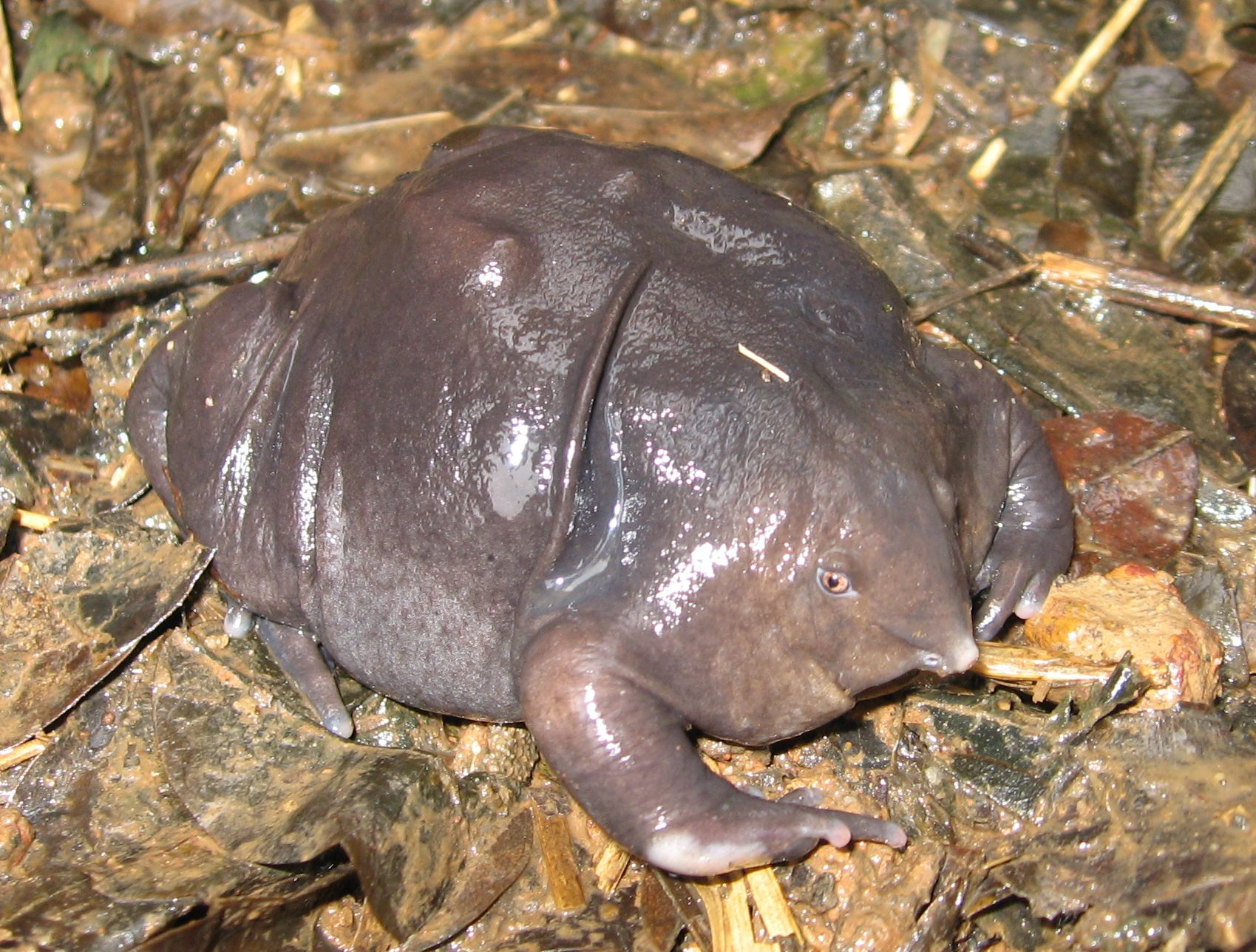
インドハナガエル
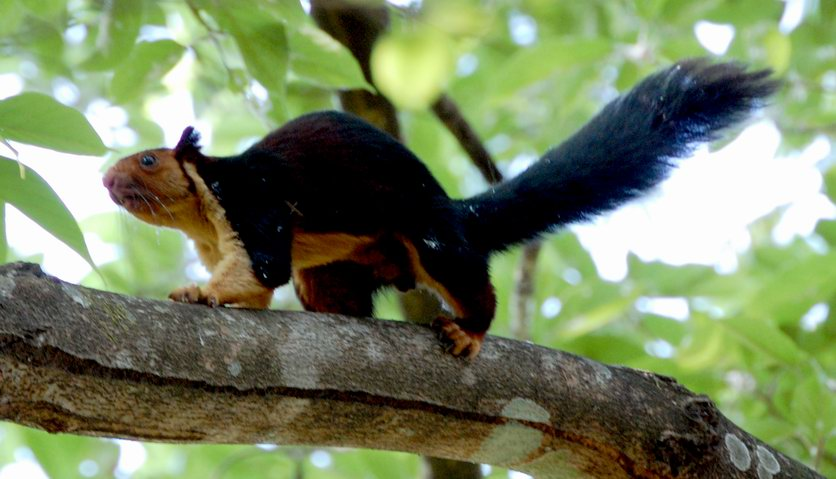
インドオオリス
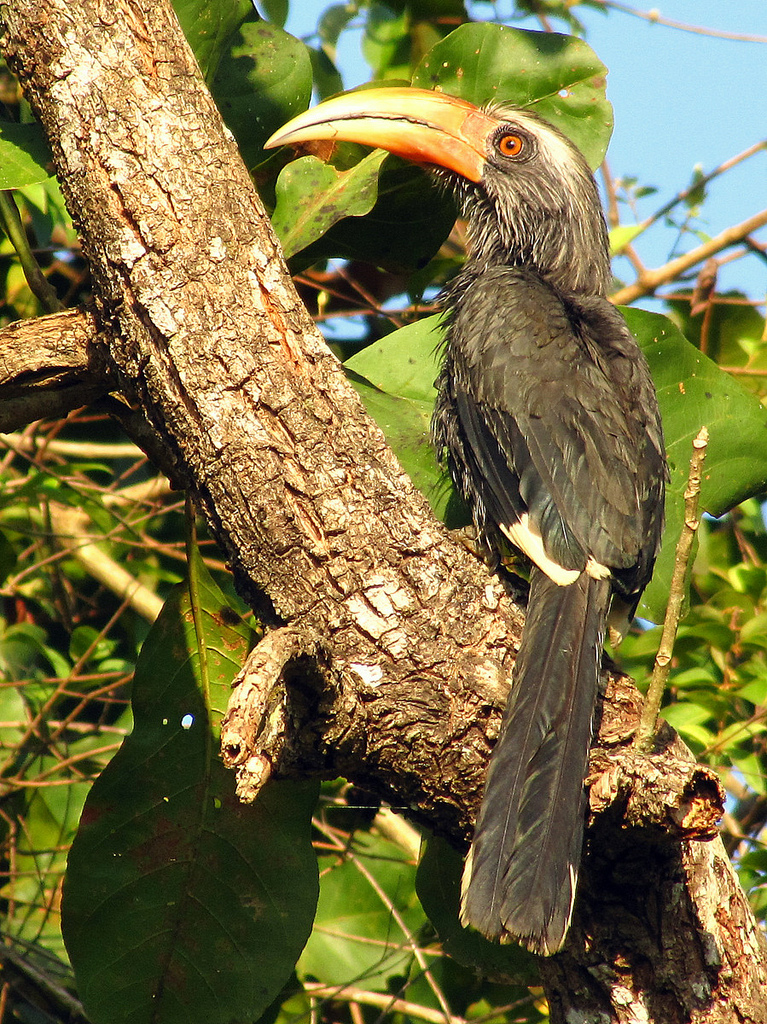
ニシインドコサイチョウ
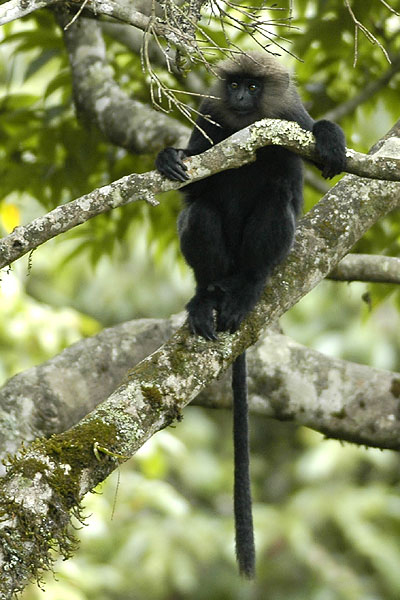
ニルギリラングール
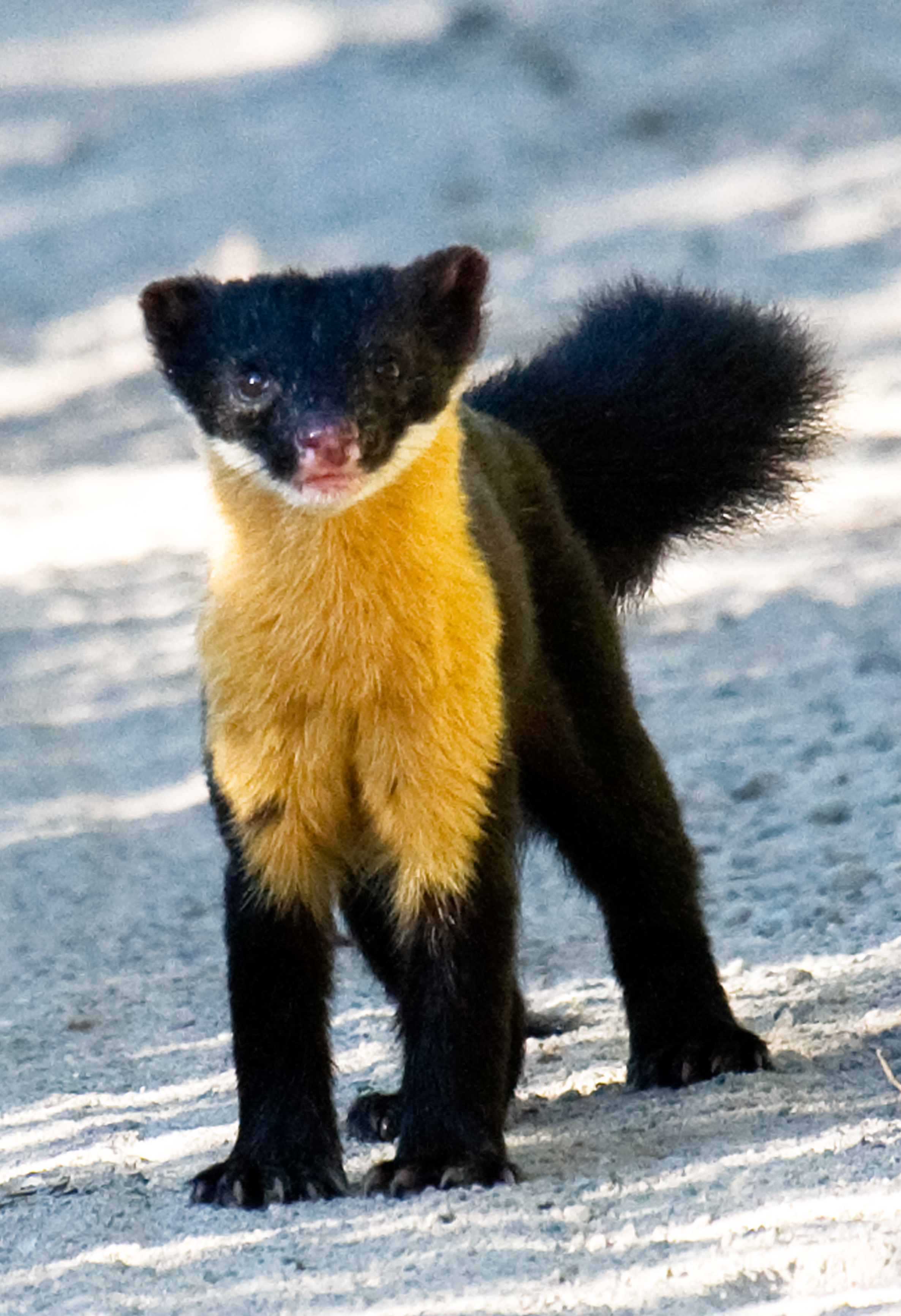
ニルギリキエリテン
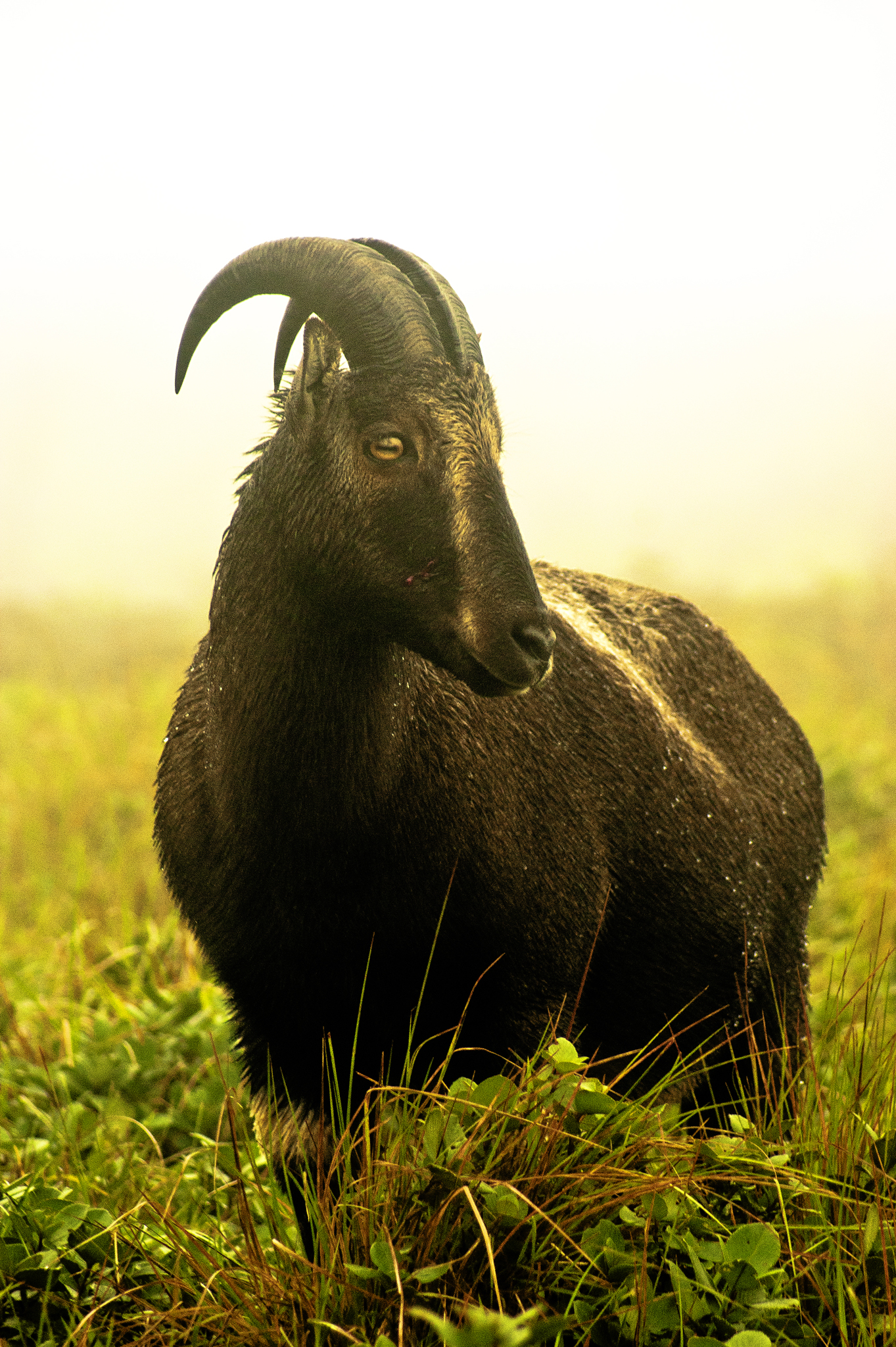
ニルギリタール
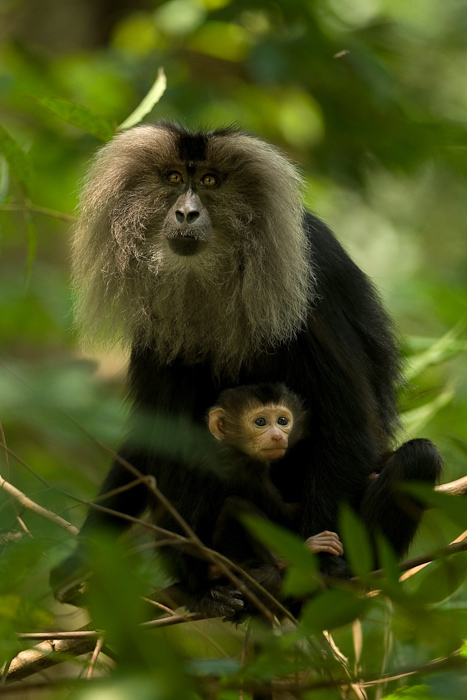
シシオザル
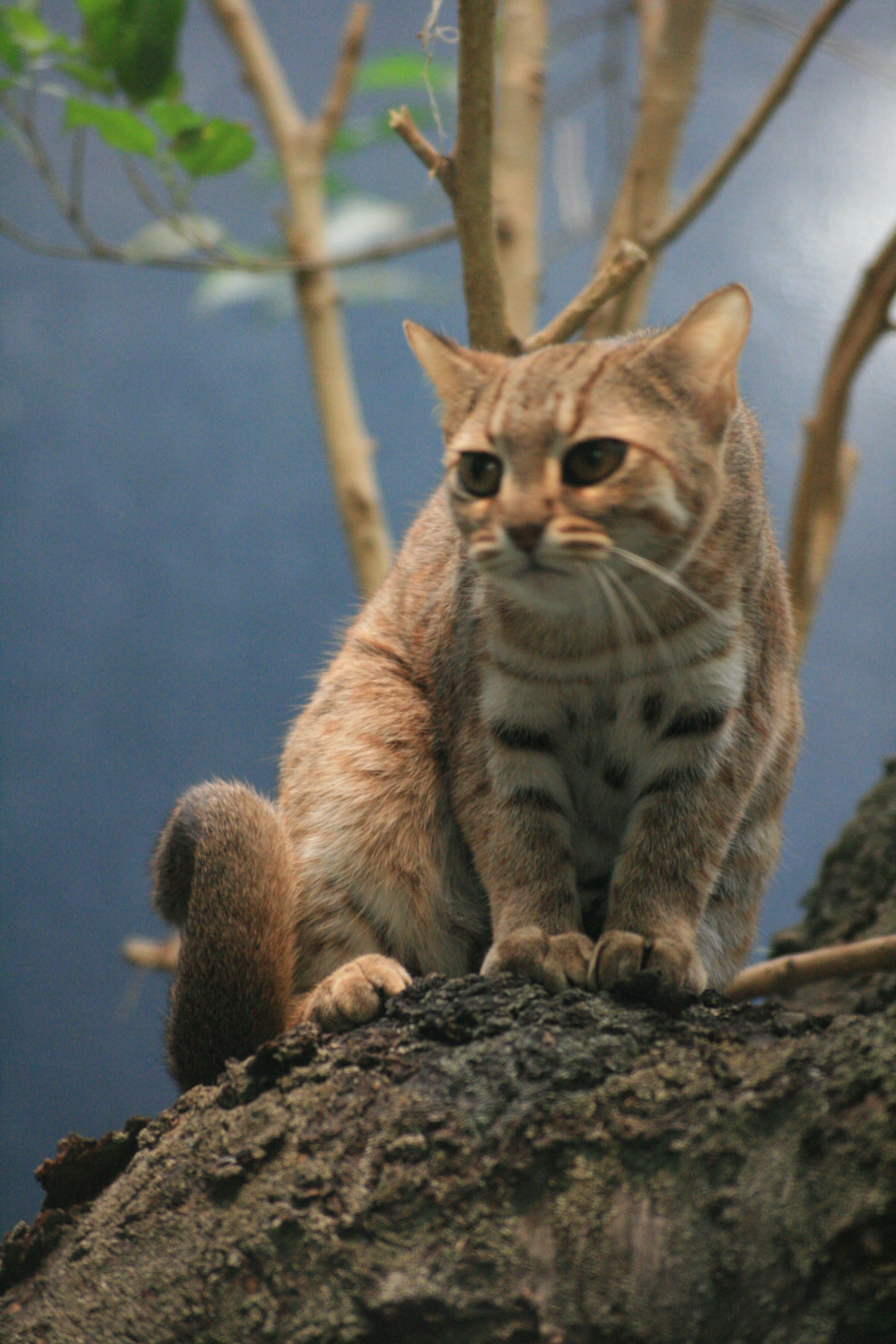
サビイロネコ
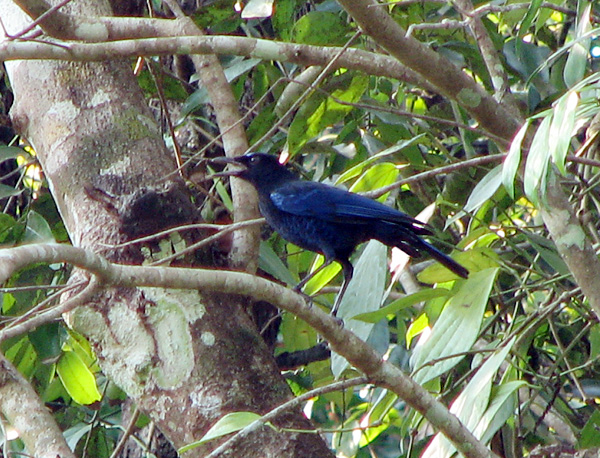
インドルリチョウ
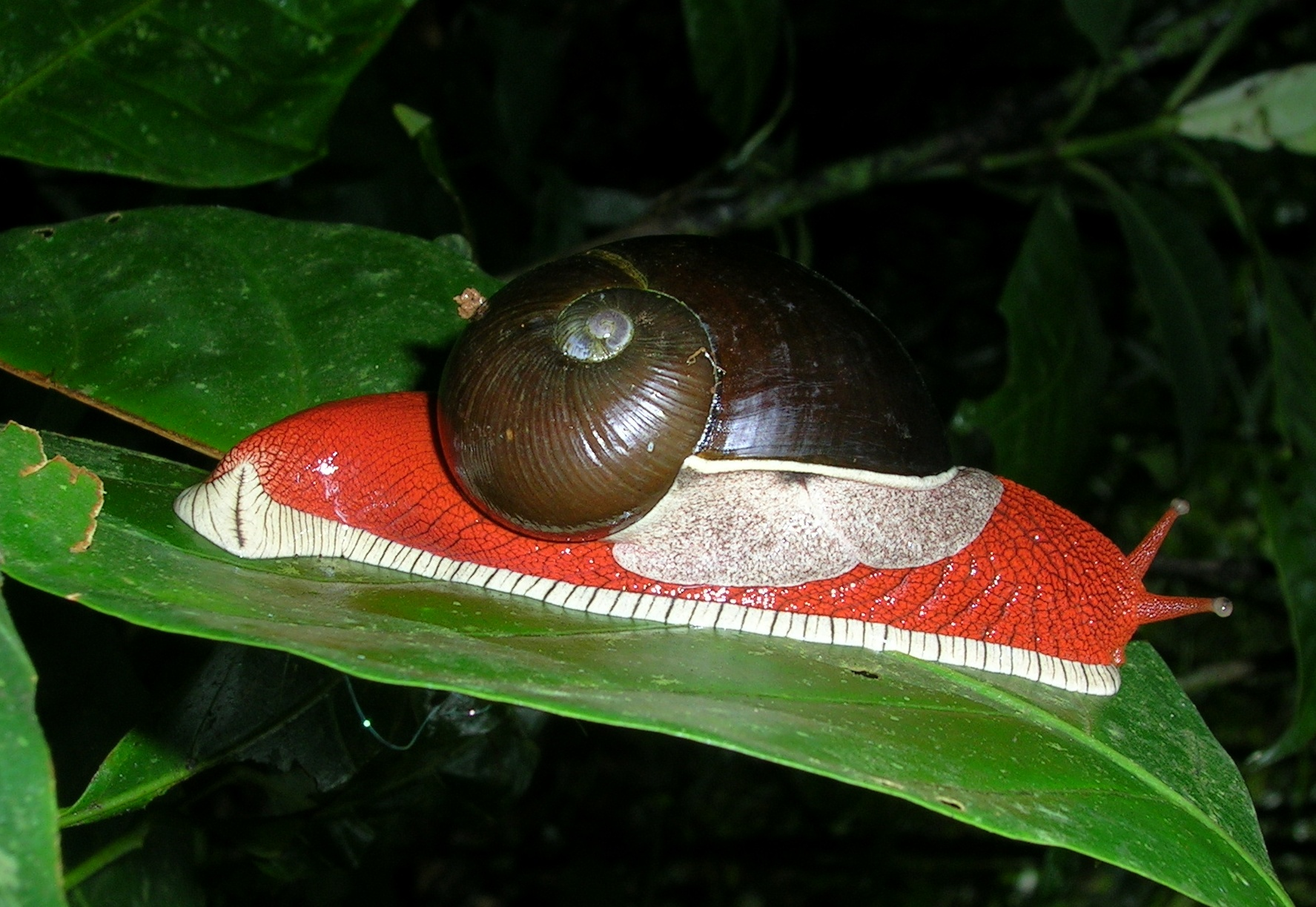
インドレラ・アンプラ
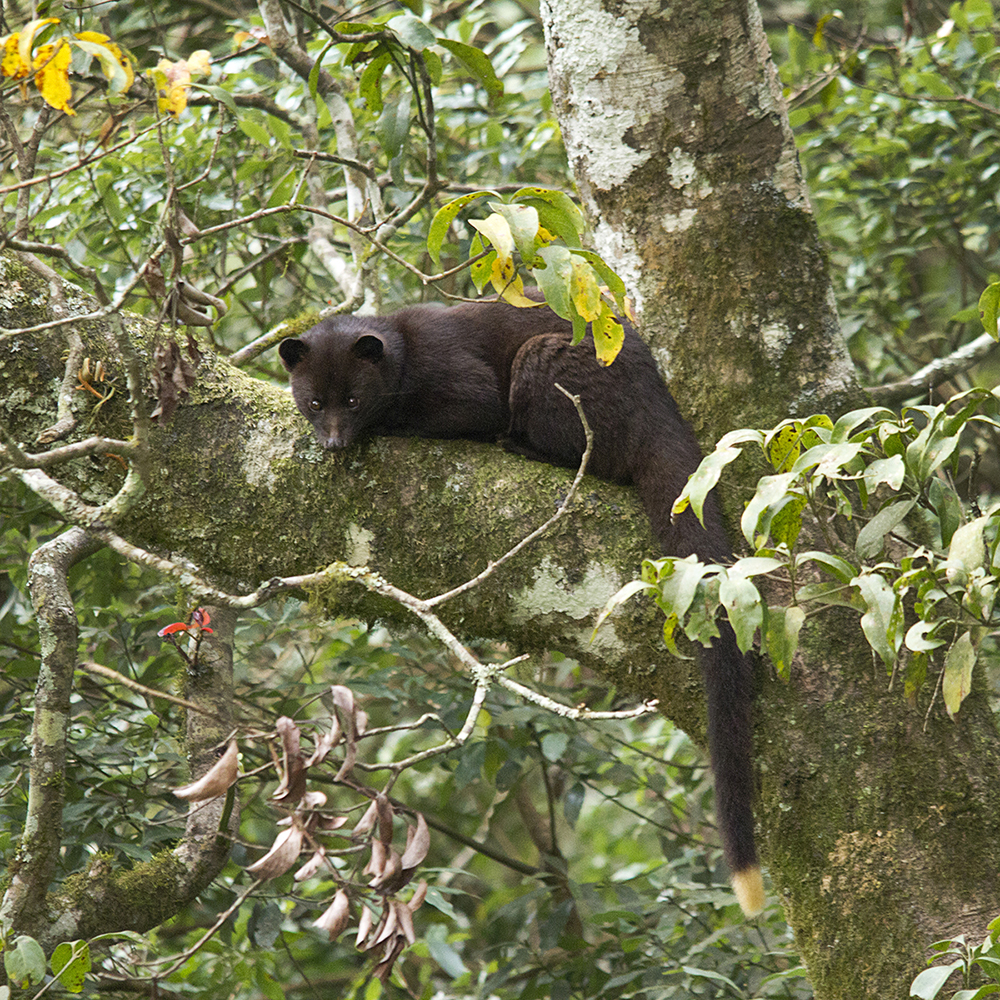
ジャードンパームシベット
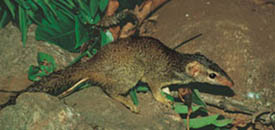
マドラスツパイ
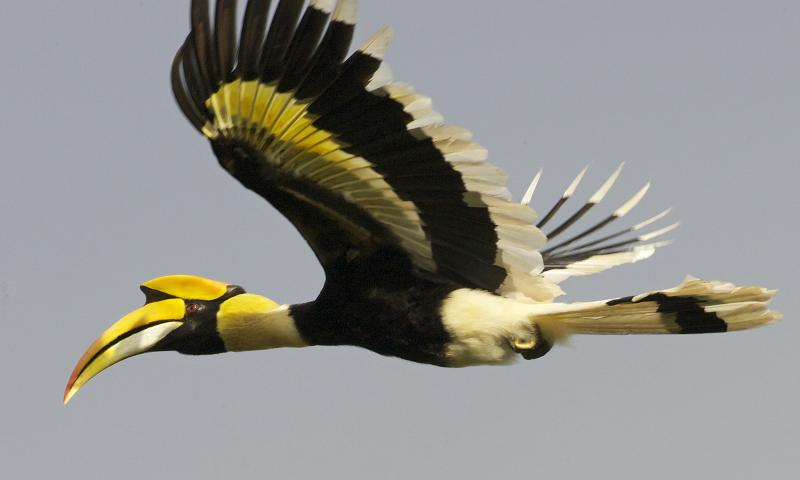
オオサイチョウ

世界遺産委員会でも勧告がそのまま受け入れられたので、この世界遺産は世界遺産登録基準のうち、以下の条件を満たし、登録された（以下の基準は世界遺産センター公表の登録基準からの翻訳、引用である）。
- (9) 陸上、淡水、沿岸および海洋生態系と動植物群集の進化と発達において進行しつつある重要な生態学的、生物学的プロセスを示す顕著な見本であるもの。
- (10) 生物多様性の本来的保全にとって、もっとも重要かつ意義深い自然生息地を含んでいるもの。これには科学上または保全上の観点から、すぐれて普遍的価値を持つ絶滅の恐れのある種の生息地などが含まれる。

1. カラッカド・ムンダントゥーライ・トラ保護区（英語版）
2. シェンドゥルニー野生動物保護区（英語版）
3. ネイヤル野生動物保護区（英語版）
4. ペッパーラ野生動物保護区（英語版）
5. クラトゥープジャ（英語版）区域
6. パローデ（英語版）区域
7. ペリヤル・トラ保護区（英語版）
8. ラーニー森林区（英語版）
9. コーニー（英語版）森林区
10. アチャンコーヴィル（英語版）森林区
11. スリヴィリプットゥル野生動物保護区（英語版）
12. ティルネルヴェーリ森林区域（一部）
13. エラヴィクラム国立公園（英語版）
14. グラス丘陵国立公園（英語版）
15. カリアン・ショーラ国立公園（英語版）
16. カリアン・ショーラ区域（パランビクラム・トラ保護区（英語版）の一部）
17. マンクラム（英語版）区域
18. チナール野生動物保護区（英語版）
19. マナヴァン・ショーラ
20. サイレント渓谷国立公園（英語版）
21. 新アマランバラム森林保護区（英語版）
22. ムクルティ国立公園（英語版）
23. カリカヴ（英語版）区域
24. アタパディー（英語版）森林保護区
25. プッシュパギリ野生動物保護区（英語版）
26. ブラフマギリ野生動物保護区（英語版）
27. タラカヴェリ野生動物保護区（英語版）
28. パディナルクナド森林保護区
29. ケルティ森林保護区
30. アララム野生動物保護区（英語版）
31. クードゥーレムカー国立公園（英語版）
32. ソメシュワラ野生動物保護区（英語版）
33. ソメシュワラ森林保護区
34. アグンベ森林保護区（英語版）
35. ビラハリ（英語版）森林保護区
36. カアス高原（英語版）
37. コイナ野生動物保護区（英語版）
38. チャンドリ国立公園（英語版）
39. ラダナガリ野生動物保護区（英語版）

- オオミミヨタカ（英語版）
- カノコモリバト
- インドハナガエル
- インドオオリス
- ニシインドコサイチョウ（英語版）
- ニルギリラングール
- ニルギリキエリテン（英語版）
- ニルギリタール
- シシオザル
- サビイロネコ
- インドルリチョウ（英語版）
- インドレラ・アンプラ（英語版）
- ジャードンパームシベット（英語版）
- マドラスツパイ
- オオサイチョウ